# Protezione di rete
In telecomunicazioni la protezione di rete o più semplicemente protezione indica i meccanismi automatici o semi-automatici che garantiscono la continuità della trasmissione a fronte di situazioni di guasto (tolleranza ai guasti), malfunzionamento o degrado dei nodi di una rete, del mezzo trasmissivo e del segnale stesso aumentando così il più possibile la disponibilità del servizio all'utente. Essi rientrano dunque nelle funzionalità di gestione della rete stessa.

## Descrizione
Il principio di funzionamento è il seguente: dato un circuito che trasporta un segnale (circuito principale, detto anche main oppure working oppure protected), nel caso si verifichino nella rete condizioni che causano l'interruzione o il malfunzionamento di tale circuito o il degrado eccessivo del segnale stesso, viene utilizzato in modo automatico un circuito alternativo (circuito di riserva, detto anche spare oppure stand-by oppure protecting) che consente di continuare a trasmettere il segnale nella sua integrità, aggirando la fonte del guasto o del malfunzionamento garantendo così la continuità del servizio.
Le condizioni specifiche che innescano una protezione di rete, dette criteri di protezione, sono legate essenzialmente alla tecnologia di trasmissione utilizzata e al tipo di informazioni di servizio, di allarme e di degrado disponibili o rilevabili.
La protezione di rete, oltre a intervenire in modo autonomo, può essere inoltre controllata su comando dell'operatore di rete per finalità di test o di manutenzione, per esempio forzando il segnale a usare il circuito principale o quello di riserva o inibendo temporaneamente la commutazione automatica.

### Meccanismi generali di protezione
Esistono due meccanismi fondamentali di protezione, applicabili a situazioni e contesti di rete differenti:
- la protezione basata sullo scambio, nella quale il ricevitore è connesso a più circuiti alternativi e seleziona tramite un selettore (scambio o switch) il circuito che presenta il segnale migliore, scelto in base allo stato della rete valutato in tempo reale.
- la protezione basata sulla restoration, nella quale in caso di guasti o problemi il circuito che collega la sorgente (trasmettitore) con il destinatario (ricevitore) viene completamente ricalcolato e sostituito da un circuito differente in modo da evitare la parte di rete problematica.

I due meccanismi fondamentali non sono mutuamente esclusivi e possono essere combinati insieme nell'ambito di una stessa rete di telecomunicazioni, per esempio per far fronte a situazioni di guasti multipli.
Per entrambi i meccanismi è possibile definire il comportamento da seguire al ripristino del corretto funzionamento della rete. Nel caso in cui al termine della condizione di malfunzionamento si ritorna a utilizzare il circuito originale la protezione si definisce di tipo revertive. Nel caso in cui al termine della condizione di malfunzionamento il segnale continua a essere trasmesso sul circuito in cui si trova in quel momento, la protezione si definisce di tipo non revertive.

## Protezione basata sullo scambio
La protezione basata sullo scambio si caratterizza per il fatto che il circuito alternativo usato in caso di guasti di rete deve essere già definito e presente in rete insieme al circuito principale. Questo tipo di protezione quindi si basa sull'impiego di risorse di rete preassegnate e dedicate a questo scopo.

### Modi di funzionamento
Il modo di funzionamento della protezione può essere di tipo unidirezionale o bidirezionale, a seconda se lo scambio viene effettuato solo sul ricevitore o sul trasmettitore e sul ricevitore insieme.
Nel caso della protezione unidirezionale, lo scambio è presente solo sul ricevitore e la selezione della linea attiva avviene indipendentemente dallo stato del trasmettitore e sulla base del puro stato rilevato dal ricevitore.
Nel caso della protezione bidirezionale, lo scambio è presente sia sul trasmettitore che sul ricevitore e in caso di intervento della protezione i due selettori agiscono in sincrono, coordinandosi tramite un protocollo dedicato (protocollo di scambio di protezione automatica o Automatic Protection Switch, APS), di modo che la commutazione viene effettuata su entrambi i capi della linea contemporaneamente.

### Architetture di protezione
Esistono due architetture fondamentali:
- la protezione di tipo lineare, che si può applicare a qualsiasi topologia di rete
- la protezione ad anello, che si applica esclusivamente a reti ad anello e che sfrutta le peculiarità di questa topologia.

### Protezione lineare
La protezione di tipo lineare prevede vari tipi di schema diversi:
- 1+1
- 1:n, compreso il caso 1:1
- m:n
- (1:1){\displaystyle ^{n}}

Tutti gli schemi possono operare sia in modalità revertive che non revertive.
Lo schema di tipo 1+1 prevede solo il modo di funzionamento unidirezionale, mentre tutti gli altri schemi prevedono solo il modo di funzionamento bidirezionale con protocolli di scambio di tipo APS.
Nello schema di tipo 1+1 il trasmettitore invia lo stesso segnale contemporaneamente sulla linea principale (detta anche main o protected)
e sulla linea di riserva (detta anche spare o protecting). Lo scambio è posizionato solo sul ricevitore, che seleziona da quale linea prelevare il segnale sulla base di alcune informazioni di stato locali (per esempio, la rilevazione della presenza o assenza del segnale).
Lo schema di tipo 1:n prevede {\displaystyle n} linee principali e una sola linea di riserva condivisa. Questo implica che nel caso sia presente un guasto su più linee principali contemporaneamente si verifica un conflitto nell'assegnazione delle risorse disponibili cioè nella richiesta multipla dell'unico circuito di riserva disponibile. Per risolvere questa situazione si ricorre quindi a un meccanismo di assegnamento di priorità alle linee principali: nel caso più linee principali siano guaste contemporaneamente, la linea di riserva viene assegnata alla linea principale guasta a priorità più alta. In questo schema, il protocollo di scambio (APS) tiene conto anche della gestione delle priorità.
Un'altra importante differenza rispetto allo schema di tipo 1+1 risiede nel fatto che gli {\displaystyle n} trasmettitori inviano il segnale su una sola linea e pertanto in assenza di guasti in rete la linea di riserva è completamente scarica. In tali condizioni diventa possibile usare la linea di riserva per trasportare traffico non protetto a bassa priorità (detto anche extra-traffico) che si accetta poi di perdere nel caso sopraggiunga necessità di protezione. Questa possibilità consente di ottimizzare l'impiego di tutte le risorse di rete.
Lo schema di protezione 1:1 è un caso particolare dello schema 1:n in cui c'è una sola linea principale e una sola linea di riserva e non è quindi necessario gestire le priorità. Anche in questo schema la linea di riserva è utilizzabile per trasportare dell'extra-traffico di bassa priorità in condizione di assenza di guasti sulla linea principale.
Lo schema di protezione m:n è una generalizzazione del caso 1:n in cui vi sono {\displaystyle n} linee principali ed {\displaystyle m} linee di riserva condivise. Anche in questo caso, se {\displaystyle m<n}, ossia se le linee di riserva sono in quantità inferiore rispetto alle linee principali, un eventuale conflitto di risorse viene risolto tramite assegnazione di priorità alle linee principali (le linee a priorità più elevata hanno la precedenza sulle altre).
Lo schema di protezione di tipo (1:1){\displaystyle ^{n}} è concepito essenzialmente per reti a commutazione di pacchetto e consiste nel prevedere {\displaystyle n} possibili linee di riserva che condividono la stessa banda per {\displaystyle n} linee principali. Nel caso di guasto di una delle linee principali, viene selezionata la linea di riserva che presenta le stesse caratteristiche di banda della linea guasta, rendendo al tempo stesso inoperanti le rimanenti {\displaystyle n-1} linee di riserva. Da un punto di vista macroscopico quindi questo schema presenta lo stesso comportamento di uno schema 1:n.
Per aumentare l'affidabilità complessiva della rete, in tutti gli schemi di protezione lineare normalmente si usano percorsi diversi per le linee principali e per le linee di riserva, attraversando nodi intermedi differenti e usando tratte di trasmissione completamente disgiunte (diverse routing) in modo da ridurre la probabilità che una stessa causa di guasto impatti allo stesso tempo sia la linea principale che la linea di riserva.

### Protezione ad anello

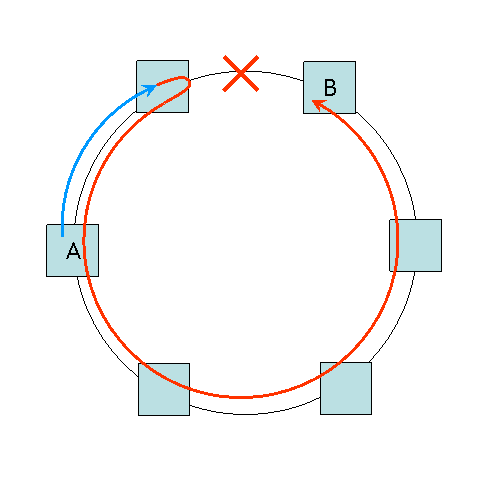
Protezione ad anello di tipo wrap

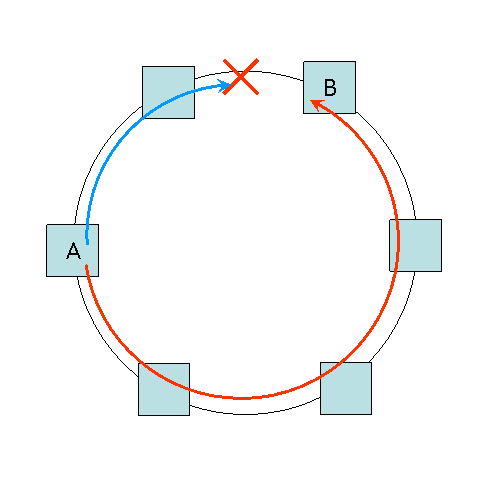
Protezione ad anello di tipo steer

La protezione ad anello sfrutta la particolarità di questa topologia di rete basandosi sul fatto che ogni nodo può essere raggiunto contemporaneamente da due direzioni diverse (in senso orario o in senso antiorario).
Supponendo per esempio che il segnale tra due nodi dell'anello, A e B, venga trasmesso seguendo il verso orario, in caso di un guasto nella tratta attiva è possibile far giungere il segnale tra A e B sfruttando l'altra metà dell'anello, ossia trasmettendo il segnale usando il verso antiorario.
La protezione ad anello è sempre di tipo bidirezionale (i due nodi terminali devono commutare entrambi verso la direzione attiva) e richiede quindi sempre la presenza di un protocollo di gestione dello scambio. Nel caso della protezione ad anello, i protocolli utilizzati sono in generale più complessi rispetto a quelli usati per la protezione lineare. Infatti, in caso di intervento della protezione è necessario trasferire a tutti i nodi, compresi quelli di transito, sia l'informazione sullo stato complessivo dell'intero anello che l'informazione sulla posizione del guasto all'interno dell'anello. Inoltre, a differenza della protezione lineare che coinvolge solo i nodi terminali, tutti i nodi dell'anello, compresi quelli in cui il segnale è solo di transito, devono essere in grado sia di monitorare e segnalare le variazioni di stato significative che di adattarsi alla nuova configurazione e quindi partecipano tutti attivamente al protocollo di scambio.
Come nel caso della protezione lineare, anche la protezione ad anello può essere di tipo sia revertive che not revertive ed è possibile utilizzare la porzione di anello normalmente dedicata alla protezione per il trasporto di extra-traffico di bassa priorità, che si accetta di perdere in caso di intervento della protezione.
Esistono sostanzialmente due meccanismi di base per la protezione ad anello:
- wrap: il segnale viene rigirato verso la direzione opposta dell'anello nel nodo adiacente al guasto
- steer: il segnale viene rigirato verso la direzione opposta dell'anello direttamente nel nodo di ingresso del segnale

Il meccanismo di tipo wrap ha il vantaggio di intervenire in modo più tempestivo e di richiedere a livello di protocollo uno scambio di informazioni relativamente ridotto per stabilire il nuovo percorso. Di contro, il percorso finale non è ottimizzato (il segnale percorre due volte la tratta tra il nodo di ingresso e il nodo adiacente al guasto). Questo può costituire un problema nel caso di anelli di grandi dimensioni, come per esempio gli anelli sottomarini intercontinentali, dove le distanze in gioco potrebbero introdurre un ritardo di propagazione del segnale non trascurabile se non inaccettabile (c'è un triplo attraversamento dell'oceano, corrispondente a un percorso di lunghezze dell'ordine di 20000 chilometri).
Il meccanismo di tipo steer ha il vantaggio di utilizzare un percorso ottimizzato del segnale. Questo però richiede a livello di protocollo uno scambio di informazioni più consistente e il ricalcolo del percorso ottimale, traducendosi così in tempi di intervento più lunghi rispetto al meccanismo wrap.
Le soluzioni adottate nella realtà consentono di mettere insieme i vantaggi di entrambi i meccanismi, riducendone o eliminandone i rispettivi aspetti negativi, adottando varianti di protocollo più sofisticate.
Per esempio, dove la necessità di un tempo di intervento rapido della protezione costituisce un fattore prevalente rispetto al ritardo di propagazione del segnale, è possibile fare in modo che intervenga subito un meccanismo di tipo wrap, attivando in contemporanea il ricalcolo del percorso ottimo secondo il meccanismo steer. Una volta che quest'ultimo ha determinato il nuovo percorso, un secondo intervento del protocollo dirotta il segnale lungo il percorso ottimizzato (first wrap, then steer).
Un altro meccanismo, adottato nelle reti sottomarine intercontinentali dove sono critici sia i tempi di intervento che il ritardo di propagazione, consiste nel predeterminare, in fase di inizializzazione del protocollo, i percorsi ottimali alternativi corrispondenti alle possibili situazioni di guasto, distribuendo poi tale informazione a tutti i nodi dell'anello (squelching tables). In questo modo, in caso di intervento, il protocollo, in base al posizionamento del guasto, può far commutare subito tutti i nodi verso il percorso ottimizzato come nel caso del meccanismo steer ma con gli stessi tempi di intervento tipici di un meccanismo wrap.
L'uso delle squelching tables costituisce un'ottimizzazione anche nel caso di meccanismi di tipo wrap quando l'anello fisico trasporta contemporaneamente più flussi di segnale definiti tra coppie diverse di nodi dell'anello. In questi casi, ogni flusso avrà un insieme di percorsi alternativi ottimizzati che in linea di principio sono diversi da quelli degli altri flussi. L'impiego delle squelching tables consente di fare in modo che ogni nodo possa effettuare la riconfigurazione corretta e ottimizzata in tempi molto rapidi contemporaneamente su tutti i flussi che lo attraversano o che terminano su di esso. È compito del protocollo tenere aggiornate le squelching tables in occorrenza dell'aggiunta o della rimozione di un flusso dall'anello, oltre che in caso di variazione dello stato dell'anello.

## Protezione basata su restoration
La protezione tramite restoration si basa sul principio dell'identificazione in seguito a guasto di un percorso alternativo non predeterminato, calcolato in tempo reale sulla base dello stato istantaneo della rete.
Questo tipo di protezione si applica a reti caratterizzate da una topologia di tipo parzialmente o completamente magliato che aumenta la probabilità di identificare un percorso alternativo funzionante e consente di esercitare la protezione anche a fronte di guasti multipli, garantendo così un elevato livello di robustezza. Di contro, l'operazione di determinare in tempo reale un percorso alternativo presenta normalmente tempi di intervento più lunghi rispetto agli schemi di protezione basati sullo scambio (tipicamente nell'ordine dei secondi, contro i 50-100 millisecondi tipici dello scambio). Inoltre, in presenza di reti non completamente magliate oppure di un numero di guasti sufficientemente elevato rispetto alle dimensioni della rete oppure di particolari distribuzioni dei guasti, non sempre è garantita la determinazione di un percorso alternativo (condizione di blocco); tuttavia, queste situazioni sono statisticamente molto improbabili per cui la condizione di blocco presenta probabilità prossime allo zero, che si abbassano ulteriormente se all'interno della rete magliata vengono usati in concomitanza anche schemi di protezione lineare a scambio.
La determinazione del percorso alternativo può basarsi sull'intervento automatico di sistemi di gestione esterni opportunamente concepiti oppure per opera della rete stessa, utilizzando opportuni protocolli di segnalazione scambiati tra i nodi attraverso una rete logica dedicata (Control Plane, piano di controllo), non necessariamente coincidente con la rete logica dedicata al trasporto dell'informazione.
Nelle reti a commutazione di pacchetto, come per esempio le reti basate su IP o su Ethernet, questo ruolo è svolto da suite standardizzate di protocolli come l'MPLS (Multi-Protocol Label Switch) o dagli algoritmi di Spanning Tree Protocol.
Per quanto riguarda le reti a commutazione di circuito, come per esempio le reti telefoniche basate su tecnologie quali SDH, OTN e WDM, è stata standardizzata la suite di protocolli GMPLS (Generalized Multi-Protocol Label Switching) detti anche ASON (Automatic Switched Optical Network, rete ottica commutata automaticamente), che riprendono meccanismi e protocolli tipici del mondo IP, opportunamente riadattati per tener conto delle caratteristiche specifiche. La normativa ITU-T di riferimento, a cui fanno poi capo altre normative complementari, è la G.8080/Y.1304.